# Bainouk-Samik (jezik)
Bainouk-Samik jezik (ISO 639-3: bcb), nigersko-kongoanski jezik atlantske skupune, kojim govori 1850 ljudi (2006.) u raštrkanim selima na južnoj strani rijeke Casamance u Senegalu.
S jezicima bainouk-gunyaamolo [bcz] iz Senegala i bainouk-gunyuño [bab] iz Gvineje Bisao čini podskupinu banyun.

## Vanjske poveznice
- Ethnologue (14th)
- Ethnologue (15th)